# Liste des départements français dont le chef-lieu n'est pas la ville la plus peuplée

Carte des départements français en fonction du classement démographique d'une préfecture vis-à-vis des autres communes départementales :
la préfecture est aussi la ville la plus peuplée ;
une ville est plus peuplée que la préfecture ;
deux villes sont plus peuplées que la préfecture ;
trois villes ou plus sont plus peuplées que la préfecture.

Dans 24 des 101 départements français, le chef-lieu n'est pas la ville la plus peuplée.
Ces départements sont l'Aisne, l'Allier, les Alpes-de-Haute-Provence, l'Ardèche, l'Ariège, l'Aude, la Corrèze, le Finistère, la Guadeloupe, la Haute-Marne, le Haut-Rhin, les Hauts-de-Seine, le Jura, la Manche, la Marne, la Meuse, le Morbihan, le Pas-de-Calais, la Saône-et-Loire, la Seine-et-Marne, la Seine-Maritime, la Seine-Saint-Denis, le Val-de-Marne et le Val-d'Oise.
Dans sept d'entre eux (Alpes-de-Haute-Provence, Ardèche, Guadeloupe, Seine-et-Marne, Seine-Saint-Denis, Val-de-Marne et Val-d'Oise), le chef-lieu est même moins peuplé qu'une autre commune n'ayant pas le statut de sous-préfecture. C’est même le cas pour la ville la plus peuplée des Alpes-de-Haute-Provence, de l'Ardèche et de Guadeloupe.
Avec plus de 178 000 habitants Reims est la commune la plus peuplée de France à ne pas être préfecture. Les autres communes de plus de 100 000 habitants à ne pas être préfecture sont 
Le Havre (166 000), 
Villeurbanne (162 000), 
Saint-Denis (149 000), 
Aix-en-Provence (148 000), 
Brest (141 000), 
Boulogne-Billancourt (120 000), 
Montreuil (111 000), 
Argenteuil (107 000), 
Mulhouse (105 000) et 
Saint-Paul (106 000).

À l'inverse, 
Bar-le-Duc (14 600),
Tulle (13 600), 
Guéret (12 800),
Mende (12 300),
Foix (9 700),
Basse-Terre (9 400) et 
Privas (8 600) 
sont les sept préfectures de France à compter moins de 15 000 habitants.
La ville française la plus peuplée à n'être ni préfecture, ni sous-préfecture est 
Villeurbanne (162 000), suivie de Montreuil (111 000), Roubaix (100 000) et 
Tourcoing (99 000). 
Cela peut s'expliquer par des raisons de « décentralisation » des sous-préfectures, ces quatre villes étant toutes dans la banlieue immédiate d'une autre grande ville française ayant la qualité de préfecture.
La liste ci-dessous indique, pour chaque département concerné, le chef-lieu et la ou les villes plus peuplées, le cas échéant leur statut en tant que sous-préfecture ou préfecture, ainsi que la primatie.

## Liste des 24 départements dont le chef-lieu n’est pas la commune la plus peuplée
| N°  | Département             | Chef-lieu            | Population | Commune plus peuplée  | Population | Statut | Primatie |
| --- | ----------------------- | -------------------- | ---------- | --------------------- | ---------- | ------ | -------- |
| 02  | Aisne                   | Laon                 | 24 066     | Saint-Quentin         | 52 995     | SP     | 2.2      |
| 02  | Aisne                   | Laon                 | 24 066     | Soissons              | 28 667     | SP     | 1.19     |
| 03  | Allier                  | Moulins              | 19 344     | Montluçon             | 33 317     | SP     | 1.72     |
| 03  | Allier                  | Moulins              | 19 344     | Vichy                 | 25 702     | SP     | 1.33     |
| 04  | Alpes-de-Haute-Provence | Digne-les-Bains      | 17 694     | Manosque              | 22 807     |        | 1.29     |
| 07  | Ardèche                 | Privas               | 8 552      | Annonay               | 17 222     |        | 2.01     |
| 07  | Ardèche                 | Privas               | 8 552      | Aubenas               | 12 488     |        | 1.46     |
| 07  | Ardèche                 | Privas               | 8 552      | Guilherand-Granges    | 11 277     |        | 1.32     |
| 07  | Ardèche                 | Privas               | 8 552      | Tournon-sur-Rhône     | 11 302     | SP     | 1.32     |
| 07  | Ardèche                 | Privas               | 8 552      | Le Teil               | 8 812      |        | 1.03     |
| 09  | Ariège                  | Foix                 | 9 731      | Pamiers               | 16 512     | SP     | 1.7      |
| 11  | Aude                    | Carcassonne          | 46 429     | Narbonne              | 56 692     | SP     | 1.22     |
| 19  | Corrèze                 | Tulle                | 13 602     | Brive-la-Gaillarde    | 46 769     | SP     | 3.44     |
| 29  | Finistère               | Quimper              | 64 530     | Brest                 | 140 993    | SP     | 2.18     |
| 39  | Jura                    | Lons-le-Saunier      | 16 942     | Dole                  | 23 784     | SP     | 1.4      |
| 50  | Manche                  | Saint-Lô             | 19 352     | Cherbourg-en-Cotentin | 78 028     | SP     | 4.03     |
| 51  | Marne                   | Châlons-en-Champagne | 43 218     | Reims                 | 178 478    | SP     | 4.13     |
| 52  | Haute-Marne             | Chaumont             | 21 418     | Saint-Dizier          | 22 811     | SP     | 1.07     |
| 55  | Meuse                   | Bar-le-Duc           | 14 615     | Verdun                | 16 610     | SP     | 1.14     |
| 56  | Morbihan                | Vannes               | 54 955     | Lorient               | 58 202     | SP     | 1.06     |
| 62  | Pas-de-Calais           | Arras                | 42 621     | Calais                | 67 585     | SP     | 1.59     |
| 68  | Haut-Rhin               | Colmar               | 67 360     | Mulhouse              | 104 924    | SP     | 1.56     |
| 71  | Saône-et-Loire          | Mâcon                | 34 759     | Chalon-sur-Saône      | 44 592     | SP     | 1.28     |
| 76  | Seine-Maritime          | Rouen                | 116 331    | Le Havre              | 166 462    | SP     | 1.43     |
| 77  | Seine-et-Marne          | Melun                | 43 685     | Meaux                 | 56 659     | SP     | 1.3      |
| 77  | Seine-et-Marne          | Melun                | 43 685     | Chelles               | 54 372     |        | 1.24     |
| 92  | Hauts-de-Seine          | Nanterre             | 98 119     | Boulogne-Billancourt  | 120 205    | SP     | 1.23     |
| 93  | Seine-Saint-Denis       | Bobigny              | 55 270     | Saint-Denis           | 148 907    | SP     | 2.69     |
| 93  | Seine-Saint-Denis       | Bobigny              | 55 270     | Montreuil             | 110 758    |        | 2        |
| 93  | Seine-Saint-Denis       | Bobigny              | 55 270     | Aubervilliers         | 89 489     |        | 1.62     |
| 93  | Seine-Saint-Denis       | Bobigny              | 55 270     | Aulnay-sous-Bois      | 86 360     |        | 1.56     |
| 93  | Seine-Saint-Denis       | Bobigny              | 55 270     | Drancy                | 71 312     |        | 1.29     |
| 93  | Seine-Saint-Denis       | Bobigny              | 55 270     | Noisy-le-Grand        | 71 632     |        | 1.3      |
| 93  | Seine-Saint-Denis       | Bobigny              | 55 270     | Pantin                | 60 954     |        | 1.1      |
| 93  | Seine-Saint-Denis       | Bobigny              | 55 270     | Le Blanc-Mesnil       | 59 912     |        | 1.08     |
| 94  | Val-de-Marne            | Créteil              | 92 859     | Vitry-sur-Seine       | 95 282     |        | 1.03     |
| 95  | Val-d'Oise              | Pontoise             | 31 623     | Argenteuil            | 107 135    | SP     | 3.39     |
| 95  | Val-d'Oise              | Pontoise             | 31 623     | Cergy                 | 69 578     | P      | 2.2      |
| 95  | Val-d'Oise              | Pontoise             | 31 623     | Sarcelles             | 58 576     | SP     | 1.85     |
| 95  | Val-d'Oise              | Pontoise             | 31 623     | Garges-lès-Gonesse    | 42 388     |        | 1.34     |
| 95  | Val-d'Oise              | Pontoise             | 31 623     | Franconville          | 38 024     |        | 1.2      |
| 95  | Val-d'Oise              | Pontoise             | 31 623     | Bezons                | 34 314     |        | 1.09     |
| 95  | Val-d'Oise              | Pontoise             | 31 623     | Herblay-sur-Seine     | 31 818     |        | 1.01     |
| 971 | Guadeloupe              | Basse-Terre          | 9 419      | Les Abymes            | 51 760     |        | 5.5      |
| 971 | Guadeloupe              | Basse-Terre          | 9 419      | Baie-Mahault          | 30 943     |        | 3.29     |
| 971 | Guadeloupe              | Basse-Terre          | 9 419      | Le Gosier             | 27 205     |        | 2.89     |
| 971 | Guadeloupe              | Basse-Terre          | 9 419      | Petit-Bourg           | 24 299     |        | 2.58     |
| 971 | Guadeloupe              | Basse-Terre          | 9 419      | Sainte-Anne           | 24 415     |        | 2.59     |
| 971 | Guadeloupe              | Basse-Terre          | 9 419      | Le Moule              | 22 924     |        | 2.43     |
| 971 | Guadeloupe              | Basse-Terre          | 9 419      | Sainte-Rose           | 17 494     |        | 1.86     |
| 971 | Guadeloupe              | Basse-Terre          | 9 419      | Capesterre-Belle-Eau  | 17 882     |        | 1.9      |
| 971 | Guadeloupe              | Basse-Terre          | 9 419      | Morne-à-l'Eau         | 15 839     |        | 1.68     |
| 971 | Guadeloupe              | Basse-Terre          | 9 419      | Lamentin              | 18 437     |        | 1.96     |
| 971 | Guadeloupe              | Basse-Terre          | 9 419      | Pointe-à-Pitre        | 14 855     | SP     | 1.58     |
| 971 | Guadeloupe              | Basse-Terre          | 9 419      | Saint-François        | 13 249     |        | 1.41     |
| 971 | Guadeloupe              | Basse-Terre          | 9 419      | Saint-Claude          | 10 432     |        | 1.11     |

## Quelques cas remarquables
Le département de la Seine-Maritime présente une particularité unique en France. La commune du Havre est notablement plus peuplée que celle de Rouen (1,55 fois plus pour les populations 2013), mais quand on s'intéresse aux agglomérations (Unité urbaine), le rapport s'inverse totalement. Sur la base des unités urbaines 2010 l'agglomération de Rouen comporte en effet environ 466 000 habitants, contre environ 237 000 habitants pour Le Havre, soit près de 2 fois plus pour Rouen qui est donc bien le pôle urbain le plus peuplé du département.
Le département du Val-d'Oise présente également une spécificité unique en France. Le chef-lieu officiel est  Pontoise, mais la préfecture et le conseil départemental ont leur siège sur la commune de Cergy. Cergy est donc une préfecture (ville où siège le préfet) tandis que Pontoise est le chef-lieu du département. Pontoise accueille également une sous-préfecture. Ce fut le cas de Mayotte jusqu'au 27 août 2023 ou Dzaoudzi était le chef-lieu officiel, mais la préfecture ainsi que le conseil départemental siégeaient à Mamoudzou.
Le département de Guadeloupe détient quant à lui deux records. C’est le département qui présente le plus de communes plus peuplées que son chef-lieu (Basse-Terre). Il en comporte treize, dont la sous-préfecture (Pointe-à-Pitre). C’est également dans ce département que l’on trouve l’indice de primatie le plus important : la commune des Abymes est en effet plus de cinq fois plus peuplée que celle de Basse-Terre.
Lorsque la ville la plus peuplée d'un département n'est pas sa préfecture ou son chef-lieu, dans la très grande majorité des cas, il s'agit d'une sous-préfecture. Seulement 4 départements ont pour commune la plus peuplée une ville qui n'a ni le statut de préfecture, ni celui de sous préfecture. Il s'agit de Manosque pour les Alpes-de-Haute-Provence, Annonay pour l'Ardèche, Vitry-sur-Seine pour le Val-de-Marne et Les Abymes pour la Guadeloupe.
Les départements des Alpes-de-Haute-Provence et du Val-de-Marne présentent une spécificité supplémentaire. Le chef-lieu de ces départements est en effet plus peuplé que toutes leurs sous-préfectures, sans pour autant être la commune la plus peuplée du département.